# Avatha complascens
Avatha complascens là một loài bướm đêm trong họ Erebidae.